# Nattöppet (TV-program)
Nattöppet var ett svenskt direktsänt spelprogram som sändes på TV4 nattetid år 2005-2007.  Tittarna kunde ringa in för att tävla om prispengarna men även maila till studiomannen.
Nattelevision[källa behövs] var namnet på ett annat program som sändes på 1990-talet på samma kanal med Karin af Klintberg som programledare. 
Programmet innehöll reportage och inslag med folklivsforskaren Bengt af Klintberg och program som Thunderbirds.